# Ciprian Huc
Ciprian Huc (Trușești, 8 de abril de 1999) es un deportista rumano que compite en remo.
Ganó tres medallas en el Campeonato Europeo de Remo entre los años 2018 y 2021. Participó en los Juegos Olímpicos de Tokio 2020, ocupando el séptimo lugar en la prueba de ocho con timonel.

## Palmarés internacional
| Campeonato Europeo | Campeonato Europeo    | Campeonato Europeo | Campeonato Europeo |
| Año                | Lugar                 | Medalla            | Prueba             |
| ------------------ | --------------------- | ------------------ | ------------------ |
| 2018               | Glasgow (Reino Unido) | Medalla de oro     | Cuatro sin timonel |
| 2020               | Poznań (Polonia)      | Medalla de plata   | Ocho con timonel   |
| 2021               | Varese (Italia)       | Medalla de plata   | Ocho con timonel   |